# Світлячка
Світлячка (Adenostyles) — рід багаторічних трав'янистих рослин родини айстрові (Asteraceae).
Багаторічні трав'янисті рослини, голі або опушені. Листя на довгих черешках. Квітки трубчасті, в гомогамних кошиках, зібраних в загальне парасолькове суцвіття; пурпурові або м'ясочервоні, рідко білі. Приквітки з одного ряду листя.

## Види
Згідно з The Plant List Станом на  14 липня 2020, рід має склад
- Adenostyles alliariae (Gouan) Kern. — Південна, Центральна та Східна Європа
- Adenostyles alpina (L.) Bluff & Fingerh. — Центральна Європа
- Adenostyles australis (Ten.) Iamonico & Pignatti
- Adenostyles briquetii Gamisans — Корсика
- Adenostyles dubia Rchb.f.
- Adenostyles intermedia Hegetschw.
- Adenostyles leucophylla Rchb — Альпи

Виведені гібриди:
- Adenostyles × canescens Sennholz
- Adenostyles × eginensis Lagger ex Braun

Синоніми:
- Adenostyles macrophylla (M.Bieb.) Czerep. — синонім Caucasalia macrophylla (M.Bieb.) B.Nord.
- Adenostyles platyphylloides (Sommier & Levier) Czerep. — синонім Caucasalia pontica (K.Koch) Greuter